# Esclanèdes
Esclanèdes è un comune francese di 328 abitanti situato nel dipartimento della Lozère nella regione dell'Occitania.

## Società

### Evoluzione demografica
Abitanti censiti